# Авраам Епштейн
Авраам Епштейн (1841-1918) - російсько-австрійський рабин, фахівець з юдейської літератури.

## Біографія
Народився в Старо-Константинові Волинської губернії у 1841 році. Проживав у Відні.

## Праці
- «Kadmut ha-Tanchum» - виправлене видання Буберівського «Мідраш Танхума» (1886);
- «Мі-Кадмоніот га-Ієгудим» - дослідження єврейської хронології і оброблене, забезпечене примітками,
- видання Мідраша Тадше (1887);
- «Bereschit-Eabbati» (1888);
- «R. Simeon Kara und der Jalkut Schimeoni »(1891);
- «Eldad ha-Dani» - критичне видання, з варіантами з різних манускриптів відомого праці Елдада, з введенням і примітками (1891);
- «La lettre d'Eldad sur les dix tribus;» (1892);
- «R. Mosche ha-Darschan mi-Narbona» (1891) - про Мойсея га-даршана (XI століття);
- «Dibre Bikkoret li-Kebod Rabbi SL Rapoport» - захист Рапопорта від нападок Вейса (1896);
- «Jüdische Alterthümer in Worms und Speier» (1896),
- багато окремих статей критичного, біографічного, історичного і археологічного характеру в Monatsschrift, REJ., Ha Choker і багато ін.[6]